# تابش زمینه کیهانی

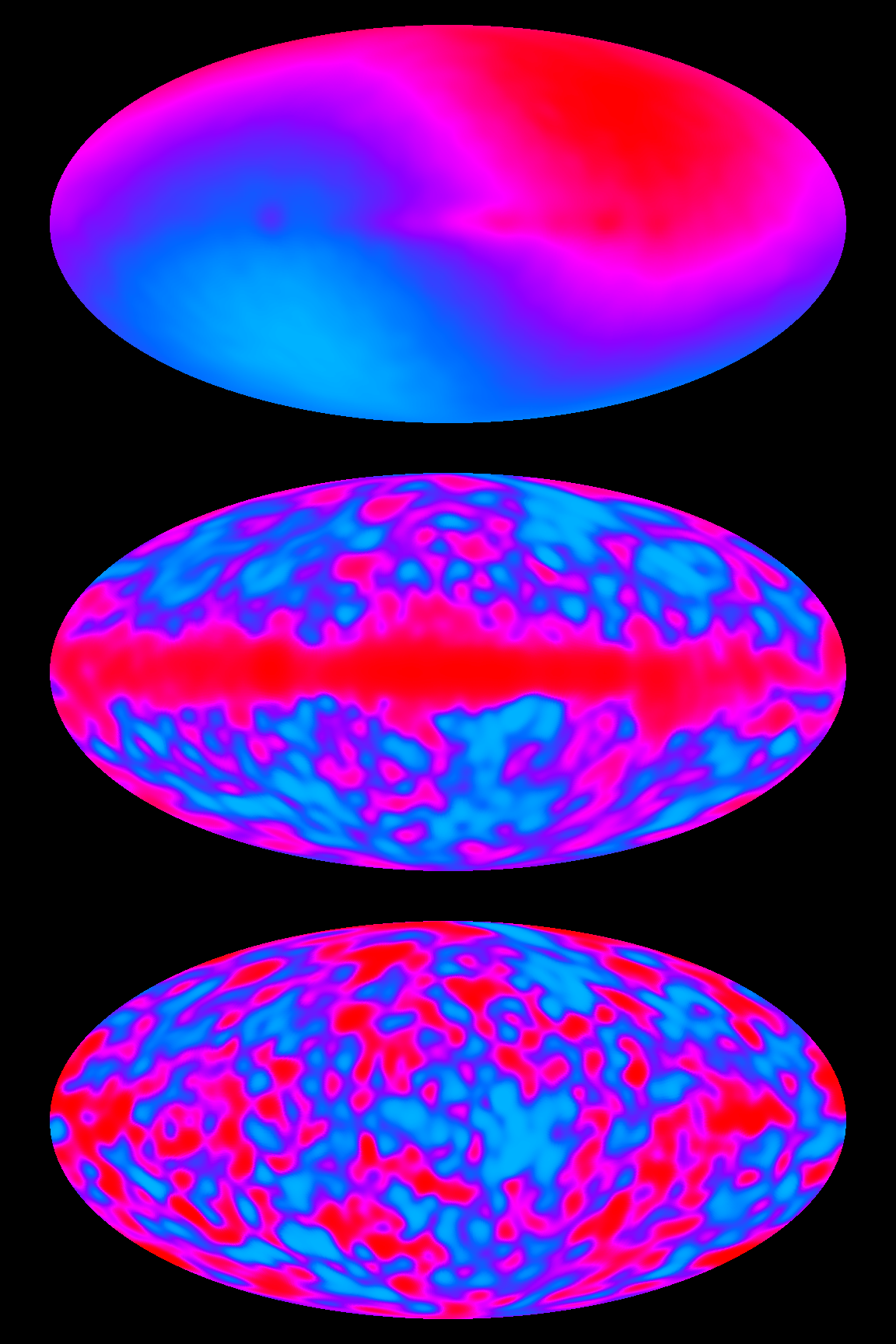
دمای طیف تابش زمینه کیهانی بر پایه داده‌های کاوشگر زمینه کیهان: اصلاح‌نشده (بالا)؛ تصحیح‌شده برای عبارت دوقطبی به دلیل سرعت ویژه ما (وسط)؛ تصحیح اضافی برای مشارکت از کهکشان ما (پایین).

تابش زمینه کیهانی (انگلیسی: Cosmic background radiation) به تابش الکترومغناطیسی گفته می‌شود که تمام فضا را پر کرده است. منشأ این تابش به ناحیه مورد مشاهده طیف الکترومغناطیسی بستگی دارد. تابش ریزموج کیهانی یکی از اجزای تابش زمینه کیهانی است. این جزء شامل فوتون‌های انتقال به سرخ‌شده‌ای است که برای نخستین بار با جریان آزادانه از دوره‌ای که گیتی شفاف شد به تابش تبدیل شدند. کشف تابش ریزموج زمینه کیهانی و مشاهدات دقیق از خواص آن یکی از تأییدیه‌های اصلی مه‌بانگ به‌شمار می‌رود. کشف اتفاقی تابش زمینه کیهانی در سال ۱۹۶۵ نشان می‌دهد که گیتی اولیه تحت سلطه یک میدان تابشی با دما و فشار بسیار بالا بوده است.
اثر سونیائف زلدوویچ نشان می‌دهد که پدیده تابش زمینه کیهانی تابشی در برهم‌کنش با ابرهای «الکترون» باعث انحراف طیف تابش می‌شود.
تابش‌های زمینه در طیف‌های فروسرخ، پرتو ایکس و غیره نیز وجود دارد که علل مختلف دارند و گاهی می‌توان آن‌ها را به‌عنوان یک منبع جداگانه در نظر گرفت. برای اطلاعات بیشتر ریزموج زمینه کیهانی، فروسرخ زمینه کیهانی، زمینه پرتو ایکس، نوترینوی زمینه کیهانی و نور زمینه فراکهکشانی را ببینید.

## گاه‌شمار رویدادهای مهم
۱۸۹۶:
شارل ادوارد گیوم «تابش ستارگان» را در حدود ۵٫۶ کلوین برآورد کرد.
۱۹۲۶:
آرتور استنلی ادینگتون دمای مؤثر تابش غیرگرمایی اخترتاب در کهکشان را ۳٫۲ کلوین برآورد کرد.
دهه ۱۹۳۰:
اریش رگنر دمای مؤثر طیف غیرگرمایی پرتوهای کیهانی در کهکشان را ۲٫۸ کلوین برآورد کرد.
۱۹۳۱:
اصطلاح ریزموج برای اولین بار در مقاله شماره XVII. 179/1 نشریه تلگراف و تلفن ظاهر شد: «زمانی که آزمایش‌هایی با طول موج‌های کمتر از ۱۸ سانتی‌متر شناخته شدند، شگفتی آشکاری وجود داشت که مشکل ریزموج به این زودی حل شده است.»
۱۹۳۸:
والتر نرنست دمای پرتو کیهانی را ۰٫۷۵ کلوین بازبرآورد می‌کند.
۱۹۴۶:
اصطلاح «ریزموج» برای نخستین بار به صورت چاپی در زمینه اخترشناسی در یک مقاله استفاده می‌شود «تابش ریزموج از خورشید و ماه» توسط رابرت اچ دیک و رابرت برینگر.
۱۹۴۶:
رابرت اچ دیک دمای تابش زمینه ریزموج را ۲۰ کلوین پیش‌بینی می‌کند (منبع: Helge Kragh)
۱۹۴۶:
رابرت اچ دیک دمای تابش زمینه ریزموج را «کمتر از ۲۰ کلوین» پیش‌بینی می‌کند، اما بعداً در بازبینی آن را به ۴۵ کلوین تغییر می‌دهد. (منبع: Stephen G. Brush)
۱۹۴۶:
جرج گاموف دما را ۵۰ کلوین برآورد می‌کند.
۱۹۴۸:
رالف آشر آلفر و رابرت هرمان برآورد جرج گاموف را به ۵ کلوین بازبرآورد می‌کنند.
۱۹۴۹:
رالف آشر آلفر و رابرت هرمان برآورد جرج گاموف را به ۲۸ کلوین بازبرآورد می‌کنند.
دهه ۱۹۶۰:
رابرت اچ دیک دمای تابش زمینه ریزموج (MBR) را ۴۰ کلوین بازبرآورد می‌کند. (منبع: Helge Kragh)
۱۹۶۵:
آرنو آلان پنزیاس و رابرت وودرو ویلسون دما را تقریباً ۳ کلوین اندازه‌گیری می‌کنند. رابرت اچ دیک، جیم پیبلس، پی.جی. رول و دیوید تاد ویلکینسون این تابش را به عنوان نشانه‌ای از مه‌بانگ تفسیر می‌کنند.